# Élections départementales de 2015 en Corse-du-Sud
Les élections départementales ont lieu les 22 et 29 mars 2015.

## Contexte départemental

### Assemblée départementale sortante
Avant les élections, le conseil général de la Corse-du-Sud est présidé par Jean-Jacques Panunzi (UMP). Il comprend 22 conseillers généraux issus des 22 cantons de la Corse-du-Sud. Après le redécoupage cantonal de 2014, ce sont 22 conseillers qui seront élus au sein des 11 nouveaux cantons de la Corse-du-Sud.
| Parti                             | Sigle | Sigle | Élus |
| --------------------------------- | ----- | ----- | ---- |
| Majorité (12 sièges)              |       |       |      |
| Union pour un mouvement populaire |       | UMP   | 6    |
| Divers droite                     |       | DVD   | 5    |
| Comité central bonapartiste       |       | CCB   | 1    |
| Opposition (8 sièges)             |       |       |      |
| Divers gauche                     |       | DVG   | 5    |
| Parti radical de gauche           |       | PRG   | 2    |
| Parti socialiste                  |       | PS    | 1    |
| Nationalistes (2 sièges)          |       |       |      |
| Parti de la nation corse          |       | PNC   | 2    |
| Président du conseil général      |       |       |      |
| Jean-Jacques Panunzi (UMP)        |       |       |      |

### Assemblée départementale élue
L'élection du nouveau Président tourne au psychodrame : la majorité divers droite d'union se déchire en deux, entre les partisans du Président sortant, par ailleurs Sénateur de la Corse-du-Sud, Jean-Jacques Panunzi, et les partisans de l'ancien Maire de Ciamannacce, Président de la Fédération UMP de Corse-du-Sud, Marcel Francisci.
Pierre-Jean Luciani (CCB), issu de ces derniers est élu au bénéfice de l'âge.
Deux groupes se forment alors : le groupe "Une Majorité pour la Corse-du-Sud", qui réunit les pro-Francisci et qui comporte  essentiellement des conseillers ajacciens, et le groupe "Union départementale", qui regroupe les pro-Panunzi, essentiellement des conseillers ruraux.
Les vice-présidents sont alors élus, eux aussi au bénéfice de l'âge, mais ils reviennent cette fois-ci au groupe d'opposition, en les personnes de Jean-Jacques Panunzi, Jeannine Ciabrini, François Colonna et Lucie Frimigacci.
Les deux groupes ne se réuniront que plusieurs mois plus tard, au terme d'une conciliation qui n'effacera néanmoins pas les déchirures de la droite corse, qui échoue sèchement aux élections territoriales suivantes. 
| Parti                              | Sigle | Sigle | Élus |
| ---------------------------------- | ----- | ----- | ---- |
| Majorité (11 sièges)               |       |       |      |
| Union pour un mouvement populaire  |       | UMP   | 7    |
| Divers droite                      |       | DVD   | 2    |
| Comité central bonapartiste        |       | CCB   | 1    |
| Divers gauche                      |       | DVG   | 1    |
| Opposition (11 sièges)             |       |       |      |
| Union pour un mouvement populaire  |       | UMP   | 5    |
| Divers droite                      |       | DVD   | 3    |
| Divers gauche                      |       | DVG   | 2    |
| Parti radical de gauche            |       | PRG   | 1    |
| Président du conseil départemental |       |       |      |
| Pierre-Jean Luciani (CCB)          |       |       |      |

## Résultats à l'échelle du département

### Résultats par nuances du ministère de l'Intérieur
Les nuances utilisées par le ministère de l'Intérieur ne tiennent pas compte des alliances locales.
| Binômes     | Binômes     | Premier tour | Premier tour | Second tour | Second tour | Sièges |
| Binômes     | Binômes     | Voix         | %            | Voix        | %           | Sièges |
| ----------- | ----------- | ------------ | ------------ | ----------- | ----------- | ------ |
|             | UMP         | 17 475       | 33,87        | 1 926       | 71,49       | 12     |
|             | DVD         | 8 216        | 15,93        |             |             | 6      |
| Droite      | Droite      | 25 691       | 49,80        | 1 926       | 71,49       | 18     |
|             |             |              |              |             |             |        |
|             | DVG         | 13 905       | 26,95        |             |             | 4      |
|             | FG          | 2 819        | 5,46         |             |             |        |
|             | PG          | 610          | 1,18         |             |             |        |
| Gauche      | Gauche      | 17 334       | 33,59        |             |             | 4      |
|             |             |              |              |             |             |        |
|             | Divers      | 4 307        | 8,35         |             |             |        |
|             |             |              |              |             |             |        |
|             | FN          | 4 258        | 8,25         | 768         | 28,51       | 0      |
|             |             |              |              |             |             |        |
| Inscrits    | Inscrits    | 106 194      | 100,00       | 6 986       | 100,00      |        |
| Abstentions | Abstentions | 51 441       | 48,44        | 4 050       | 57,97       |        |
| Votants     | Votants     | 54 753       | 51,56        | 2 936       | 42,03       |        |
| Blancs      | Blancs      | 1 630        | 2,98         | 122         | 4,16        |        |
| Nuls        | Nuls        | 1 533        | 2,80         | 120         | 4,09        |        |
| Exprimés    | Exprimés    | 51 590       | 94,22        | 2 694       | 91,76       |        |

### Résultats par canton
| Canton             | Conseiller sortant           | Parti               | Parti       | Conseiller élu           | Parti           | Parti           |
| ------------------ | ---------------------------- | ------------------- | ----------- | ------------------------ | --------------- | --------------- |
| Ajaccio-1          | Aghitella Pietri-Mistre      |                     | UMP         | Aghjitella Pietri-Mistre |                 | UMP             |
| Ajaccio-1          | Aghitella Pietri-Mistre      | Pierre-Jean Luciani | UMP         |                          | CCB             |                 |
| Ajaccio-2          | Pierre-Jean Luciani          |                     | CCB         | Stéphane Vannucci        |                 | DVD             |
| Ajaccio-2          | Pierre-Jean Luciani          | Marie Zuccarelli    | CCB         |                          | DVD             |                 |
| Ajaccio-3          | François Casasoprana         |                     | PS          | Pierre Cau               |                 | UMP             |
| Ajaccio-3          | François Casasoprana         | Isabelle Feliciaggi | PS          |                          | UMP             |                 |
| Ajaccio-4          | Stéphane Vannucci            |                     | DVD         | Nathalie Ruggeri         |                 | UMP             |
| Ajaccio-4          | Stéphane Vannucci            | Charly Voglimacci   | DVD         |                          | UMP             |                 |
| Ajaccio-5          | Pierre Cau                   |                     | UMP         | Marie-Thérèse Baranovsky |                 | DVG             |
| Ajaccio-5          | Pierre Cau                   | Pascal Biancamaria  | UMP         |                          | DVD             |                 |
| Ajaccio-6          | Nathalie Ruggeri             |                     | UMP         | Canton supprimé          | Canton supprimé | Canton supprimé |
| Ajaccio-7          | Marie-Thérèse Baranovsky     |                     | DVG         | Canton supprimé          | Canton supprimé | Canton supprimé |
| Bastelica          | Paul-François Pellegrinetti* |                     | DVG         | Canton supprimé          | Canton supprimé | Canton supprimé |
| Bavella            | Canton créé                  | Canton créé         | Canton créé | Jean-Jacques Panunzi     |                 | UMP             |
| Bavella            | Canton créé                  | Canton créé         | Canton créé | Jeannine Ciabrini        |                 | UMP             |
| Bonifacio          | Claude Degott-Serafino*      |                     | DVG         | Canton supprimé          | Canton supprimé | Canton supprimé |
| Celavo-Mezzana     | Alexandre Sarrola            |                     | DVG         | Canton supprimé          | Canton supprimé | Canton supprimé |
| Cruzini-Cinarca    | Michel Pinelli*              |                     | DVD         | Canton supprimé          | Canton supprimé | Canton supprimé |
| Deux-Sevi          | Nicolas Alfonsi*             |                     | PRG         | Canton supprimé          | Canton supprimé | Canton supprimé |
| Deux-Sorru         | François Colonna             |                     | DVD         | Canton supprimé          | Canton supprimé | Canton supprimé |
| Figari             | Jean-Baptiste Giuseppi*      |                     | DVG         | Canton supprimé          | Canton supprimé | Canton supprimé |
| Grand-Sud          | Canton créé                  | Canton créé         | Canton créé | Georges Mela             |                 | UMP             |
| Grand-Sud          | Canton créé                  | Canton créé         | Canton créé | Laurence Mallaroni       |                 | UMP             |
| Gravona-Prunelli   | Canton créé                  | Canton créé         | Canton créé | Alexandre Sarrola        |                 | DVG             |
| Gravona-Prunelli   | Canton créé                  | Canton créé         | Canton créé | Delphine Orsoni          |                 | DVG             |
| Levie              | Sébastien-Marc Rocca Serra*  |                     | DVD         | Canton supprimé          | Canton supprimé | Canton supprimé |
| Olmeto             | José-Pierre Mozziconacci     |                     | PRG         | Canton supprimé          | Canton supprimé | Canton supprimé |
| Petreto-Bicchisano | Paul-Joseph Caïtucoli        |                     | PNC         | Canton supprimé          | Canton supprimé | Canton supprimé |
| Porto-Vecchio      | Jean-Christophe Angelini*    |                     | PNC         | Canton supprimé          | Canton supprimé | Canton supprimé |
| Santa-Maria-Siché  | Pierre-Paul Luciani*         |                     | DVD         | Canton supprimé          | Canton supprimé | Canton supprimé |
| Sartenais-Valinco  | Canton créé                  | Canton créé         | Canton créé | José-Pierre Mozziconacci |                 | PRG             |
| Sartenais-Valinco  | Canton créé                  | Canton créé         | Canton créé | Chantal Pedinielli       |                 | UMP             |
| Sartène            | Pierre Versini*              |                     | UMP         | Canton supprimé          | Canton supprimé | Canton supprimé |
| Sevi-Sorru-Cinarca | Canton créé                  | Canton créé         | Canton créé | François Colonna         |                 | DVD             |
| Sevi-Sorru-Cinarca | Canton créé                  | Canton créé         | Canton créé | Lucie Frimigacci         |                 | DVD             |
| Tallano-Scopamène  | Jean-Jacques Panunzi         |                     | UMP         | Canton supprimé          | Canton supprimé | Canton supprimé |
| Taravo-Ornano      | Canton créé                  | Canton créé         | Canton créé | Marcel Francisci         |                 | UMP             |
| Taravo-Ornano      | Canton créé                  | Canton créé         | Canton créé | Valérie Bozzi            |                 | UMP             |
| Zicavo             | Marcel Francisci             |                     | UMP         | Canton supprimé          | Canton supprimé | Canton supprimé |

*Conseillers généraux sortants ne se représentant pas

## Résultats par canton

### Canton d'Ajaccio-1
| Candidats            | Candidats                | Partis      | Partis      | Premier tour | Premier tour |
| Candidats            | Candidats                | Partis      | Partis      | Voix         | %            |
| -------------------- | ------------------------ | ----------- | ----------- | ------------ | ------------ |
| 1                    | Kevin Coucoravas         |             | DVG         | 326          | 8,91         |
| 1                    | Vanessa Sampieri         |             | DVG         | 326          | 8,91         |
| 2                    | Jean Louis Amidei        |             | CSD         | 791          | 21,63        |
| 2                    | Emmanuelle Cervetti      |             | CSD         | 791          | 21,63        |
| 3                    | Pierre-Jean Luciani*     |             | CCB         | 2 540        | 69,46        |
| 3                    | Aghitella Pietri-Mistre* |             | UMP         | 2 540        | 69,46        |
|                      |                          |             |             |              |              |
| Inscrits             | Inscrits                 | Inscrits    | Inscrits    | 8 261        | 100,00       |
| Abstentions          | Abstentions              | Abstentions | Abstentions | 4 294        | 51,98        |
| Votants              | Votants                  | Votants     | Votants     | 3 967        | 48,02        |
| Blancs               | Blancs                   | Blancs      | Blancs      | 161          | 4,06         |
| Nuls                 | Nuls                     | Nuls        | Nuls        | 149          | 3,76         |
| Exprimés             | Exprimés                 | Exprimés    | Exprimés    | 3 657        | 92,19        |
| * conseiller sortant |                          |             |             |              |              |

### Canton d'Ajaccio-2
| Candidats            | Candidats             | Partis      | Partis      | Premier tour | Premier tour |
| Candidats            | Candidats             | Partis      | Partis      | Voix         | %            |
| -------------------- | --------------------- | ----------- | ----------- | ------------ | ------------ |
| 1                    | Stéphane Vannucci*    |             | DVD         | 1 876        | 57,58        |
| 1                    | Marie Zuccarelli      |             | DVD         | 1 876        | 57,58        |
| 2                    | Jacques Casamarta     |             | FG          | 518          | 15,90        |
| 2                    | Patricia Curcio       |             | FG          | 518          | 15,90        |
| 3                    | François Casasoprana* |             | DVG         | 864          | 26,52        |
| 3                    | Marie-José Joly       |             | DVG         | 864          | 26,52        |
|                      |                       |             |             |              |              |
| Inscrits             | Inscrits              | Inscrits    | Inscrits    | 6 886        | 100,00       |
| Abstentions          | Abstentions           | Abstentions | Abstentions | 3 456        | 50,19        |
| Votants              | Votants               | Votants     | Votants     | 3 430        | 49,81        |
| Blancs               | Blancs                | Blancs      | Blancs      | 85           | 2,48         |
| Nuls                 | Nuls                  | Nuls        | Nuls        | 87           | 2,54         |
| Exprimés             | Exprimés              | Exprimés    | Exprimés    | 3 258        | 94,99        |
| * conseiller sortant |                       |             |             |              |              |

### Canton d'Ajaccio-3
| Candidats            | Candidats           | Partis      | Partis      | Premier tour | Premier tour |
| Candidats            | Candidats           | Partis      | Partis      | Voix         | %            |
| -------------------- | ------------------- | ----------- | ----------- | ------------ | ------------ |
| 1                    | Ghislaine Batte     |             | FN          | 772          | 21,17        |
| 1                    | Philippe Ellul      |             | FN          | 772          | 21,17        |
| 2                    | Christelle Boutry   |             | PG          | 610          | 16,73        |
| 2                    | David Frau          |             | PG          | 610          | 16,73        |
| 3                    | Pierre Cau*         |             | UMP         | 2 265        | 62,11        |
| 3                    | Isabelle Feliciaggi |             | UMP         | 2 265        | 62,11        |
|                      |                     |             |             |              |              |
| Inscrits             | Inscrits            | Inscrits    | Inscrits    | 7 998        | 100,00       |
| Abstentions          | Abstentions         | Abstentions | Abstentions | 4 185        | 52,33        |
| Votants              | Votants             | Votants     | Votants     | 3 813        | 47,67        |
| Blancs               | Blancs              | Blancs      | Blancs      | 86           | 2,26         |
| Nuls                 | Nuls                | Nuls        | Nuls        | 80           | 2,10         |
| Exprimés             | Exprimés            | Exprimés    | Exprimés    | 3 647        | 95,65        |
| * conseiller sortant |                     |             |             |              |              |

### Canton d'Ajaccio-4
| Candidats            | Candidats             | Partis      | Partis      | Premier tour | Premier tour | Second tour | Second tour |
| Candidats            | Candidats             | Partis      | Partis      | Voix         | %            | Voix        | %           |
| -------------------- | --------------------- | ----------- | ----------- | ------------ | ------------ | ----------- | ----------- |
| 1                    | Patricia Grimigni     |             | FG          | 485          | 17,48        |             |             |
| 1                    | Jacques Perona        |             | FG          | 485          | 17,48        |             |             |
| 2                    | Nathalie Ruggeri*     |             | UMP         | 1 595        | 57,48        | 1 926       | 71,49       |
| 2                    | Charly Voglimacci     |             | UMP         | 1 595        | 57,48        | 1 926       | 71,49       |
| 3                    | Marie-Xavière Filippi |             | FN          | 695          | 25,05        | 768         | 28,51       |
| 3                    | Michel Leca           |             | FN          | 695          | 25,05        | 768         | 28,51       |
|                      |                       |             |             |              |              |             |             |
| Inscrits             | Inscrits              | Inscrits    | Inscrits    | 6 986        | 100,00       | 6 986       | 100,00      |
| Abstentions          | Abstentions           | Abstentions | Abstentions | 4 044        | 57,89        | 4 050       | 57,97       |
| Votants              | Votants               | Votants     | Votants     | 2 942        | 42,11        | 2 936       | 42,03       |
| Blancs               | Blancs                | Blancs      | Blancs      | 90           | 3,06         | 122         | 4,16        |
| Nuls                 | Nuls                  | Nuls        | Nuls        | 77           | 2,62         | 120         | 4,09        |
| Exprimés             | Exprimés              | Exprimés    | Exprimés    | 2 775        | 94,32        | 2 694       | 91,76       |
| * conseiller sortant |                       |             |             |              |              |             |             |

### Canton d'Ajaccio-5
| Candidats            | Candidats                 | Partis      | Partis      | Premier tour | Premier tour |
| Candidats            | Candidats                 | Partis      | Partis      | Voix         | %            |
| -------------------- | ------------------------- | ----------- | ----------- | ------------ | ------------ |
| 1                    | Marie-Thérèse Baranovsky* |             | DVG         | 3 300        | 53,68        |
| 1                    | Pascal Biancamaria        |             | DVD         | 3 300        | 53,68        |
| 2                    | Antoinette Bartoli-Véga   |             | PRG         | 2 044        | 33,25        |
| 2                    | Étienne Ferrandi          |             | PRG         | 2 044        | 33,25        |
| 3                    | Dominique Chiesi          |             | FN          | 804          | 13,08        |
| 3                    | Katia Sandri              |             | FN          | 804          | 13,08        |
|                      |                           |             |             |              |              |
| Inscrits             | Inscrits                  | Inscrits    | Inscrits    | 9 933        | 100,00       |
| Abstentions          | Abstentions               | Abstentions | Abstentions | 3 627        | 36,51        |
| Votants              | Votants                   | Votants     | Votants     | 6 306        | 63,49        |
| Blancs               | Blancs                    | Blancs      | Blancs      | 68           | 1,08         |
| Nuls                 | Nuls                      | Nuls        | Nuls        | 90           | 1,43         |
| Exprimés             | Exprimés                  | Exprimés    | Exprimés    | 6 148        | 97,49        |
| * conseiller sortant |                           |             |             |              |              |

### Canton de Bavella
| Candidats            | Candidats             | Partis      | Partis      | Premier tour | Premier tour |
| Candidats            | Candidats             | Partis      | Partis      | Voix         | %            |
| -------------------- | --------------------- | ----------- | ----------- | ------------ | ------------ |
| 1                    | Mélanie Fabre         |             | FN          | 877          | 16,71        |
| 1                    | David Roig            |             | FN          | 877          | 16,71        |
| 2                    | Michel Giraschi       |             | CL          | 543          | 10,34        |
| 2                    | Catherine Halewa      |             | CL          | 543          | 10,34        |
| 3                    | Jean-Gaël Lahlou      |             | FC          | 565          | 10,76        |
| 3                    | Léa Profizi           |             | FC          | 565          | 10,76        |
| 4                    | Jeannine Ciabrini     |             | UMP         | 3 264        | 62,18        |
| 4                    | Jean-Jacques Panunzi* |             | UMP         | 3 264        | 62,18        |
|                      |                       |             |             |              |              |
| Inscrits             | Inscrits              | Inscrits    | Inscrits    | 10 198       | 100,00       |
| Abstentions          | Abstentions           | Abstentions | Abstentions | 4 673        | 45,82        |
| Votants              | Votants               | Votants     | Votants     | 5 525        | 54,18        |
| Blancs               | Blancs                | Blancs      | Blancs      | 163          | 2,95         |
| Nuls                 | Nuls                  | Nuls        | Nuls        | 113          | 2,05         |
| Exprimés             | Exprimés              | Exprimés    | Exprimés    | 5 249        | 95,00        |
| * conseiller sortant |                       |             |             |              |              |

### Canton du Grand Sud
| Candidats   | Candidats          | Partis      | Partis      | Premier tour | Premier tour |
| Candidats   | Candidats          | Partis      | Partis      | Voix         | %            |
| ----------- | ------------------ | ----------- | ----------- | ------------ | ------------ |
| 1           | Vincent Gambini    |             | FC          | 1 493        | 28,51        |
| 1           | Julie Guiseppi     |             | CL          | 1 493        | 28,51        |
| 2           | Laurence Mallaroni |             | UMP         | 3 744        | 71,49        |
| 2           | Georges Mela       |             | UMP         | 3 744        | 71,49        |
|             |                    |             |             |              |              |
| Inscrits    | Inscrits           | Inscrits    | Inscrits    | 11 312       | 100,00       |
| Abstentions | Abstentions        | Abstentions | Abstentions | 5 634        | 49,81        |
| Votants     | Votants            | Votants     | Votants     | 5 678        | 50,19        |
| Blancs      | Blancs             | Blancs      | Blancs      | 190          | 3,35         |
| Nuls        | Nuls               | Nuls        | Nuls        | 251          | 4,42         |
| Exprimés    | Exprimés           | Exprimés    | Exprimés    | 5 237        | 92,23        |

### Canton de Gravona-Prunelli
| 1                    | Delphine Orsoni    |             | DVG         | 4 184  | 79,03  |
| 1                    | Alexandre Sarrola* |             | DVD         | 4 184  | 79,03  |
| 2                    | Marie Rigal        |             | FN          | 1 110  | 20,97  |
| 2                    | Patrick Sumureau   |             | FN          | 1 110  | 20,97  |
|                      |                    |             |             |        |        |
| Inscrits             | Inscrits           | Inscrits    | Inscrits    | 12 792 | 100,00 |
| Abstentions          | Abstentions        | Abstentions | Abstentions | 7 132  | 55,75  |
| Votants              | Votants            | Votants     | Votants     | 5 660  | 44,25  |
| Blancs               | Blancs             | Blancs      | Blancs      | 180    | 3,18   |
| Nuls                 | Nuls               | Nuls        | Nuls        | 186    | 3,29   |
| Exprimés             | Exprimés           | Exprimés    | Exprimés    | 5 294  | 93,53  |
| * conseiller sortant |                    |             |             |        |        |

### Canton du Sartenais-Valinco
| Candidats            | Candidats                 | Partis      | Partis      | Premier tour | Premier tour |
| Candidats            | Candidats                 | Partis      | Partis      | Voix         | %            |
| -------------------- | ------------------------- | ----------- | ----------- | ------------ | ------------ |
| 1                    | Nicolas Alaris            |             | FG          | 1 000        | 18,64        |
| 1                    | Stéphanie Tramoni         |             | FG          | 1 000        | 18,64        |
| 2                    | José-Pierre Mozziconacci* |             | PRG         | 4 366        | 81,36        |
| 2                    | Chantal Pedinielli        |             | UMP         | 4 366        | 81,36        |
|                      |                           |             |             |              |              |
| Inscrits             | Inscrits                  | Inscrits    | Inscrits    | 9 389        | 100,00       |
| Abstentions          | Abstentions               | Abstentions | Abstentions | 3 617        | 38,52        |
| Votants              | Votants                   | Votants     | Votants     | 5 772        | 61,48        |
| Blancs               | Blancs                    | Blancs      | Blancs      | 211          | 3,66         |
| Nuls                 | Nuls                      | Nuls        | Nuls        | 195          | 3,38         |
| Exprimés             | Exprimés                  | Exprimés    | Exprimés    | 5 366        | 92,97        |
| * conseiller sortant |                           |             |             |              |              |

### Canton de Sevi-Sorru-Cinarca
| Candidats            | Candidats         | Partis      | Partis      | Premier tour | Premier tour |
| Candidats            | Candidats         | Partis      | Partis      | Voix         | %            |
| -------------------- | ----------------- | ----------- | ----------- | ------------ | ------------ |
| 1                    | François Colonna* |             | DVD         | 3 040        | 86,54        |
| 1                    | Lucie Frimigacci  |             | DVD         | 3 040        | 86,54        |
| 2                    | Quentin Matoux    |             | FG          | 473          | 13,46        |
| 2                    | Marthe Poli       |             | FG          | 473          | 13,46        |
|                      |                   |             |             |              |              |
| Inscrits             | Inscrits          | Inscrits    | Inscrits    | 8 563        | 100,00       |
| Abstentions          | Abstentions       | Abstentions | Abstentions | 4 616        | 53,91        |
| Votants              | Votants           | Votants     | Votants     | 3 947        | 46,09        |
| Blancs               | Blancs            | Blancs      | Blancs      | 272          | 6,89         |
| Nuls                 | Nuls              | Nuls        | Nuls        | 162          | 4,10         |
| Exprimés             | Exprimés          | Exprimés    | Exprimés    | 3 513        | 89,00        |
| * conseiller sortant |                   |             |             |              |              |

### Canton de Taravo-Ornano
| Candidats            | Candidats              | Partis      | Partis      | Premier tour | Premier tour |
| Candidats            | Candidats              | Partis      | Partis      | Voix         | %            |
| -------------------- | ---------------------- | ----------- | ----------- | ------------ | ------------ |
| 1                    | Valérie Bozzi          |             | UMP         | 4 067        | 54,62        |
| 1                    | Marcel Francisci*      |             | UMP         | 4 067        | 54,62        |
| 2                    | Jean-Baptiste Luccioni |             | CSD         | 1 330        | 17,86        |
| 2                    | Vanina Pieri           |             | CSD         | 1 330        | 17,86        |
| 3                    | Laurent Chiocca        |             | FG          | 343          | 4,61         |
| 3                    | Christiane Pasqua      |             | FG          | 343          | 4,61         |
| 4                    | Paul-Jo Caïtucoli*     |             | FC          | 1 706        | 22,91        |
| 4                    | Muriel Segondy         |             | FC          | 1 706        | 22,91        |
|                      |                        |             |             |              |              |
| Inscrits             | Inscrits               | Inscrits    | Inscrits    | 13 876       | 100,00       |
| Abstentions          | Abstentions            | Abstentions | Abstentions | 6 163        | 44,41        |
| Votants              | Votants                | Votants     | Votants     | 7 713        | 55,59        |
| Blancs               | Blancs                 | Blancs      | Blancs      | 124          | 1,61         |
| Nuls                 | Nuls                   | Nuls        | Nuls        | 143          | 1,85         |
| Exprimés             | Exprimés               | Exprimés    | Exprimés    | 7 446        | 96,54        |
| * conseiller sortant |                        |             |             |              |              |